# 78309 Alessielisa
78309 Alessielisa este un asteroid din centura principală de asteroizi.

## Descriere
78309 Alessielisa este un asteroid din centura principală de asteroizi. A fost descoperit pe 5 august 2002 la Campo Imperatore de Fabrizio Bernardi. Asteroidul prezintă o orbită caracterizată de o semiaxă mare de 2,52 ua, o excentricitate de 0,09 și o înclinație de 12,5° în raport cu ecliptica.